# Baka (Slowakije)
Baka is een Slowaakse gemeente in de regio Trnava, en maakt deel uit van het district Dunajská Streda.
Baka telt 1120 inwoners.